# Netxàievka (Novi Oskol)
|  | Per a altres significats, vegeu «Netxàievka». |

Netxàievka - Нечаевка (rus) - és un poble (un possiólok) de l'óblast de Bélgorod, a Rússia. El 2010 tenia 18 habitants. Pertany al districte (raion) de Novi Oskol.